# Abraham Ascher
Abraham Ascher (ur. 26 sierpnia 1928 we Wrocławiu) – amerykański historyk, profesor

## Życiorys
Pochodził z rodziny galicyjskich Żydów, która w roku 1920 osiedliła się we Wrocławiu, gdzie prowadzili sklep. Jego ojcem był Jakob (właściciel sklepu przy obecnej ul. Grabiszyńskiej 2), a matką Feiga Ascher. Po dojściu do władzy w Niemczech narodowych socjalistów, rodzina Aschera stopniowo zaczęła emigrować. Abraham Ascher wraz z matką jako ostatni członkowie rodziny opuścili Wrocław w lipcu 1939 r. wyjeżdżając do Anglii, skąd w 1943 r. wyjechali do Nowego Jorku, gdzie mieszkał jego ojciec. W roku 1950 otrzymał obywatelstwo amerykańskie. Ukończył studia historyczne, uzyskując w 1950 r. tytuł licencjata na City College (jest częścią City University of New York), w 1951 na Columbia University tytuł magistra (Master of Arts), a następnie w 1957 r. doktorat (Ph.D.). Był wykładowcą na różnych uczelniach amerykańskich, m.in. w Graduate School of City University of New York.
Ożenił się 29 czerwca 1958 r. Ma troje dzieci: Deborah, Rachel, Stephen. Syn Stephen L. Ascher jest współprzewodniczącym firmy w zakresie postępowania sądowego i egzekucji papierów wartościowych.
Jest wybitnym profesorem specjalizującym się w historii Rosji. Głównym obszarem jego badań była historia Rosji, zwłaszcza okresu ostatnich Romanowów, które przedstawił w dwutomowej książce „Rewolucja 1905 roku” będącej studium na ten temat. Prowadząc obszerne badania nad źródłami historycznymi w formie wspomnień, archiwów i gazet, Ascher szczegółowo opisał wydarzenia w latach 1903–1907, które doprowadziły do rewolucji i miały miejsce po niej. Opublikował też badania nad życiem społeczności żydowskiej w nazistowskim Wrocławiu.

## Kariera zawodowa
- niezależny autor scenariuszy radiowych dla Voice of America, 1952;
- Brooklyn College (jest częścią City University of New York),
  - instruktor, 1953–1957;
  - adiunkt, 1960–1964;
  - profesor nadzwyczajny, 1965–1970;
  - profesor historii, od 1970;
  - przewodniczący wydziału, 1974–1976;

- Departament Stanu USA, Waszyngton, DC,
  - analityk badań międzynarodowego komunizmu, 1957-58;
- Stony Brook University(inne języki), Stony Brook, NJ
  - adiunkt historii, 1958-60;
- Rutgers University, Jersey City, NJ,
  - instruktor 1956-57;
- National Endowment for Humanities(inne języki) – Division of Education Programs;
  - dyrektor 1976 –.

## Nagrody i wyróżnienia
- członek Rockefeller Foundation, 1963–1964;
- stypendium Hoover Institution, Summer Grant 1965–1966;
- stypendium Fundacji im. Friedricha Eberta, 1966;
- członek Amerykańskiej Rady Towarzystw Naukowych (American Council of Learned Societies(inne języki)), 1968–69;
- stypendium Rosyjskiego Centrum Badawczego Uniwersytetu Harvarda, 1968–1969;
- grant Amerykańskiego Towarzystwa Filozoficznego (American Philosophical Society), 1973;
- stypendium City University of New York, 1973;
- starszy członek National Endowment for the Humanities, 1974–1975;
- granty badawcze Earhart Foundation(inne języki), 1998, 2000, 2001.

## Publikacje
- Abraham Ascher; Pavel Axelrod and the Development of Menshevism, Harvard University Press, Cambridge, MA, 1972, ISBN 0-674-65905-8, 420 str.
- Abraham Ascher; The Kremlin, Newsweek, 1972.
- Abraham Ascher – redaktor i autor wstępu; The Mensheviks in the Russian Revolution, Cornell University Press, 1976, ISBN 978-0801409899, 147 st.
- Abraham Ascher; The Revolution of 1905, vol. 1: Russia in Disarray; Stanford University Press, Stanford CA, 1988, ISBN 978-0-8047-2327-5, 440 str.
- Abraham Ascher; The Revolution of 1905, vol. 2: Authority Restored; Stanford University Press, Stanford CA, 1992, ISBN 978-0-8047-2328-2, 460 str.
- Abraham Ascher; P. A. Stolypin: The Search for Stability in Late Imperial Russia, Stanford University Press, Stanford CA, 2002, ISBN 978-0-8047-4547-5 484 str.

- Abraham Ascher; The Revolution of 1905: A Short History; Stanford University Press, Stanford CA, 2004, 248 str.
  - Cloth ISBN 978-0-8047-4719-6.
  - Paper ISBN 978-0-8047-5028-8.
  - Digital ISBN 978-0-8047-6697-5.

- Abraham Ascher; A Community under Siege. The Jews of Breslau under Nazism, Stanford University Press, Stanford CA, 2007, ISBN 978-0-8047-5518-4, 336 str.
- Abraham Ascher; Oblężona społeczność. Wrocławscy Żydzi w czasach nazizmu, Wydawnictwo Via Nova, Wrocław, 2009, ISBN 978-83-60544-66-2, 334 str.
- Abraham Ascher; Was Hitler a Riddle? Western Democracies and National Socialism, Stanford University Press, Stanford CA, 2012, 256 str.
  - Cloth ISBN 978-0-8047-8355-2.
  - Paper ISBN 978-0-8047-8356-9.
  - Digital ISBN 978-0-8047-8459-7.

### Inne publikacje
- Victor Muravin, The Diary of Vikenty Angarov (powieść), Newsweek, 1978, Abraham Ascher – autor przedmowy.
- The Mutual Effects of the Islamic and Judeo-Christian Worlds: The East European Pattern, Brooklyn College Press (Brooklyn, NY), 1979; Abraham Ascher – redaktor, z Tiborem Halasi-Kun i Belą K. Kiraly.

## Cytaty
„Chociaż zawarłem w tej pracy doświadczenia mojej najbliższej rodziny podczas okresu nazistowskiego, książka opiera się przede wszystkim na kwerendzie publikowanych i niepublikowanych źródeł. Było ich wiele, należy tu zwłaszcza wymienić autobiografie, pamiętniki, listy, dzienniki, przekazy osób, które ocalały, zebrane przez różne archiwa po wojnie, ogromną liczbę dokumentów urzędów nazistowskich funkcjonujących w tym okresie we Wrocławiu, wreszcie archiwum żydowskiej gminy we Wrocławiu, które – ku mojemu zaskoczeniu – przetrwało prawie nienaruszone.”